# Gare de Dégagnac
La gare de Dégagnac est une halte ferroviaire française de la ligne des Aubrais - Orléans à Montauban-Ville-Bourbon, située sur le territoire de la commune de Dégagnac, dans le département du Lot, en région Occitanie.
C'est une halte de la Société nationale des chemins de fer français (SNCF) desservie par les trains du réseau TER Occitanie.

## Situation ferroviaire
Établie à 226 m d'altitude, la gare de Dégagnac est située au point kilométrique (PK) 571,787 de la ligne des Aubrais - Orléans à Montauban-Ville-Bourbon, entre les gares ouvertes de Gourdon et Cahors. Autrefois, entre ces deux précédentes gares s'intercalaient les gares de Saint-Clair et Thédirac - Peyrilles.

## Histoire
En 1896, la Compagnie du PO indique que la recette de la gare pour l'année entière est de 9 805 francs.

### Fréquentation
Selon les estimations de la SNCF, la fréquentation annuelle de la gare figure dans le tableau ci-dessous.
| Année               | 2015 | 2016 | 2017 | 2018 | 2019 | 2020 | 2022 | 2023 |
| ------------------- | ---- | ---- | ---- | ---- | ---- | ---- | ---- | ---- |
| Nombre de voyageurs | 352  | 347  | 308  | 151  | 215  | 267  | 382  | 555  |

## Service des voyageurs

### Accueil
Elle est équipée de deux quais latéraux avec un abri voyageurs sur chaque quai, encadrant deux voies. Le changement de quai se fait par une passerelle.

### Desserte
La gare est desservie par des trains du réseau TER Occitanie qui circulent entre Toulouse-Matabiau et Brive-la-Gaillarde. Le temps de trajet est d'environ 1 heure 30 minutes depuis Toulouse-Matabiau et d'environ 50 minutes depuis Brive-la-Gaillarde.